# Système éducatif en Écosse

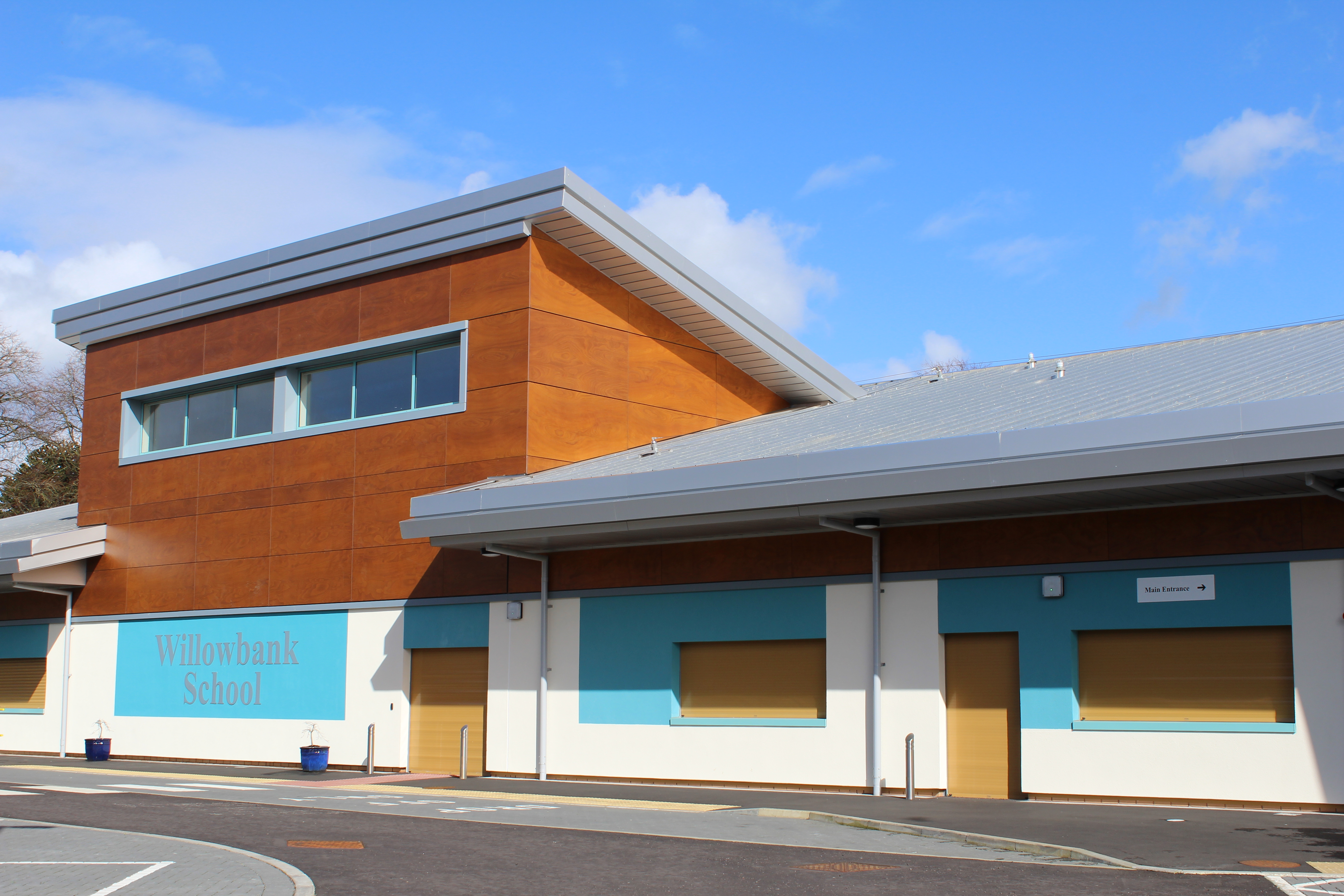
L'école Willowbank à Kilmarnock

Le système éducatif en Écosse est caractérisé par une longue tradition d'enseignement public ouvert à tous, ce qui différencie donc le système éducatif écossais de ceux des autres nations du Royaume-Uni.
De plus, l'éducation secondaire offre un grand nombre de matières scolaires contrairement à ceux anglais, gallois, et d'Irlande du Nord qui privilégient l'étude d'un petit nombre de matières, de manière plus approfondie.
En conséquence, la scolarité à l'université en Écosse dure généralement un an de plus (4 ans le plus souvent) que dans le reste du Royaume-Uni. Il est néanmoins possible d'entrer à l'université directement en deuxième année, sous réserve de réussir des examens d'entrée plus spécialisés. Fait unique, les ancient universities (anciennes universités) d'Écosse (Saint Andrews, Glasgow, Aberdeen, Édimbourg) délivrent un master spécial, le master en arts, premier diplôme universitaire en lettres.
La plupart des écoles sont laïques, mais il existe quelques écoles publiques catholiques, créées à la suite de la loi sur l'Éducation (1918). Les écoles catholiques sont financées et administrées par le gouvernement et l'administration écossais. Ces écoles ont des règles spécifiques ; en particulier le recrutement des directeurs et professeurs en religion doit être approuvé par l'Église catholique romaine en Écosse. Il existe également une école publique de confession judaïque.
Les diplômes du secondaire et du supérieur sont accrédités par l'administration écossaise et délivrés par les écoles, collèges, et autres centres. Le parlement écossais et le ministère de l'Éducation écossais ont le pouvoir sur l'éducation (à tous les niveaux).
Les écoles publiques sont gérées par les collectivités locales. L'éducation obligatoire concerne l'école primaire et l'école secondaire.

## Organisation scolaire
Les enfants entrent à l'école primaire à l'âge de 5 ans (plus ou moins six mois en fonction du mois de naissance). Les enfants nés entre mars d'une année et février de l'année suivante sont dans la même classe. Le système écossais est cependant le plus flexible du Royaume-Uni puisque les parents d'enfants nés entre septembre et février peuvent demander un report d'un an pour l'entrée à l'école (soumis à approbation). Ceci permet aux enfants qui ne sont pas encore prêts à entrer à l'école primaire de passer un an de plus à l'école maternelle. Cependant, le financement à l'école maternelle n'est offert que pour les enfants nés en janvier et février.
Les élèves passent sept ans à l'école primaire (classes P1 à P7). Ensuite, vers l'âge de douze ans, ils entrent à l'école secondaire. Les quatre premières années du secondaire (classes S1 à S4) sont obligatoires, les deux années suivantes sont optionnelles. On appelle les classes S3 et S4 (14-16 ans) le Standard Grade. En Écosse, les élèves passent un examen à l'âge de quinze ou seize ans. Il peut s'agir d'un examen élémentaire, pour ceux qui quittent l'école à seize ans, ou bien intermédiaire. Les examens comportent en général huit épreuves, dont certaines obligatoires en anglais, mathématiques, dans une matière scientifique (physique, biologie ou chimie) et une matière en sciences humaines (géographie, histoire ou études modernes - matière spécifique à l'Écosse, à mi-chemin entre l'histoire récente et l'éducation civique). Deux heures hebdomadaires de sport sont désormais obligatoires. Les élèves quittent généralement l’école vers l’âge de seize ans, après l’examen élémentaire, ou bien peuvent choisir de continuer un ou deux ans pour passer des examens plus avancés qui s’appellent 'highers' (correspondant grossièrement au baccalauréat en France).
Un petit nombre d'élèves dans certaines écoles privées indépendantes peuvent suivre le système anglais et préparer les examens qui y ont cours (GCSE, A-level). Le baccalauréat international est également préparé dans certaines écoles indépendantes.
La pandémie de Covid-19 conduit à l'annulation des examens en 2020. En conséquence, les autorités écossaises ont attribué aux élèves des notes révisées en fonction des résultats moyens dans leurs établissements par le passé. Les élèves issus des zones les plus riches ont ainsi bénéficié de notes supérieures à ceux des quartiers populaires . Cette situation a conduit à des rassemblements visant à dénoncer une « loterie du code postal ».

## Noms des écoles
Il n'y a pas de nom prédéterminé pour les écoles en Écosse. Parmi les écoles publiques, on trouve :
- 188 high schools réparties sur tout le territoire ;
- 131 academies, réparties sur le territoire, mais plus concentrées dans le nord-est de l'Écosse et l'Ayrshire ;
- 15 écoles secondaires ;
- 14 grammar Schools, principalement en Argyll and Bute, East Lothian, et South Lanarkshire ;
- 13 écoles, qui regroupent école primaire et secondaire, sur les îles ou dans les zones rurales ;
- 8 junior high schools, uniquement dans les îles Orcades et Shetland ;
- 3 colleges.

On trouve également d'autres dénominations locales.